# تلویزیون ارتی‌ال ۱۰۲٫۵
ارتی‌ال ۱۰۲٫۵ تی‌وی (به انگلیسی: RTL 102.5 TV) نام شبکهٔ تلویزیونی موسیقی ایتالیا می‌باشد. این شبکه زیرمجموعه ایستگاه رادیویی ایتالیا «RTL 102.5» است. دسترسی به‌این شبکه به وسیله ماهواره هات‌برد ۸ و تلویزیون دیجیتال زمینی در ایتالیا، و به‌همراه چند کانال تلویزیون محلی دیگر است.